# Hisataka Masayoshi

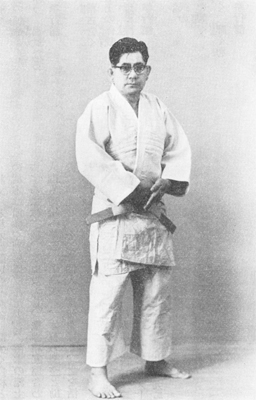
Hisataka Masayoshi

Hisataka Masayoshi (Seiki Kudaka) (* 22. April 1907 in Shuri, Okinawa; † 14. August 1988 in Tōkyō, Japan) war ein japanischer Kampfsportler und Begründer des Shorinjiryu Kenkokan Karatedo, sowie 10. Dan Karatedo, 6. Dan Judo.

## Herkunft
Kaisō Hisataka wurde am 22. April 1907 in Shuri, Okinawa, geboren. Kaiso Hisataka hieß bei seiner Geburt 'Seiki Kudaka', was der Aussprache der Schriftzeichen seines Namens im Dialekt Okinawas entspricht, die auf Japanisch als Hisataka Masayoshi gelesen werden. Er war ein direkter Nachkomme von Seiwa (850–881), dem 56. japanischen Kaiser sowie von Minamoto Tametomo, dem Onkel des ersten Shoguns von Japan, dieser war Vater von Shunten, der 1188 König von Okinawa wurde.
Hisatakas Urgroßvater 'Seison Toguchi', erhielt eine unter dem Namen Kudaka-jima bekannte Insel in Anerkennung seiner Dienste für das Königreich Okinawa als Lehen und nahm kurz darauf 'Kudaka' als Familiennamen an.

## Ausbildung und Werdegang
Kaisō Hisataka wurde von frühester Kindheit an im Bujutsu (Budo) angeleitet, sein ursprünglicher Lehrer war Ankoh Asato (1827–1914). Weiteren großen Einfluss auf seine Entwicklung hatte Kyan Chotoku (1870–1945). Kaisō Hisataka erhielt auch Unterricht in der Familientradition Kudaka-jima shishiryū bo-jutsu als auch im Kudakaryū Karate der Familie durch seinen Vater, Onkel und Großvater. Im Kobudo wurde er nach dem frühen Tod seines Vaters von Sanda Kanagusuku unterrichtet, insbesondere im Bo-jutsu.
Er war von kräftiger physischer Natur und gewann sogar einmal den Titel des „Grand Sumo Champion“ von Okinawa.
1930 bereiste Kaisō Hisataka zusammen mit Kyan Chotoku und Kuwae Ryōsei Taiwan und gab öffentliche Karatedemonstrationen bei einem internationalen Kampfkunstfestival am Taipeh Martial Center. Nachdem Kyan Sensei nach Okinawa zurückgekehrt war, unternahm Kaiso Hisataka eine weitere Reise durch China, beginnend in der Provinz Fukien, die für ihren Einfluss auf die Kampfkünste Okinawas berühmt ist.
Er bereiste China, die Mandschurei sowie Afghanistan und Russland. Auf diesen Reisen lernte er verschiedene chinesische Kampfkünste wie das Hakkyoku Kempo, Bo jutsu, Sai jutsu und auch traditionelle Medizin. Er sah sich immer wieder kämpferischen Herausforderungen gegenüber und verlor keinen Kampf.
Zurück in Okinawa unternahm er eine Reise durch Japan, um in verschiedenen Schulen sein Können zu testen. Er verlor zu dieser Zeit keinen Kampf. Er studierte Judo am Kōdōkan bei Meister Sanpo Toku (1886–1945), einem der besten Kämpfer im Kodokan zu seiner Zeit, und erhielt nach nur einem Jahr den 4. Dan.
Während des Zweiten Weltkrieges kehrte er wieder in die Mandschurei zurück, wo er mehreren wichtigen mandschurischen Bahnlinien als Stationsmeister zugeteilt war. Zur gleichen Zeit war Mochizuki Minoru in einer der Stationen von Hisataka ansässig. Mochizuki Sensei war ein persönlicher Schüler von Kanō Jigorō (Begründer des Judo) und Ueshiba Morihei (Begründer des Aikido). Hisataka und Mochizuki gaben zusammen Judounterricht in Sarachi, und nach dem Training unterwies Hisataka Mochizuki Sensei im Kudaka ryū Karatedō. Mochizuki praktiziert noch heute Kudaka ryu in seinem Stil.
Sie trainierten fast zwei Jahre zusammen. Bei seiner Rückkehr in „das Japan nach dem Krieg“ fand er sein Land zerstört und die Menschen demoralisiert vor. Er sah Budo als ein hervorragendes Mittel den Menschen zu helfen und baute das erste Shorinjiryu Kenkokan Karatedo Dōjō in Oshima Park, Hamade Village, in der Präfektur Kumamoto, Kyushu im Jahre 1945 auf.
1955 wurde das Honbu Dōjō in der Waseda Gegend von Tokios Shinjuku-Bezirk errichtet, wo es sich noch heute befindet. Bei der Eröffnung waren auch Shinki Gima und Tatsukuma Ushijima (ein Judolehrer) anwesend.
Als Hauptlehrer des Shorinjiryu Kenkokan Karatedō folgte ihm sein Sohn und Schüler, Sō Shihan Hisataka Masayuki, 9. Dan Karatedō und 5. Dan Judo. 
Hisataka Masayuki  gründete die Welt Koshiki Karatedo Föderation (W.K.K.F.). Ein weiterer Schüler war auch Doshin So, der Begründer des Nihon Shorinji Kempo.
Hisataka  machte als einer der Ersten Tests mit Körperschutz-Ausrüstungen aus dem Kendo, das heute, weiterentwickelt durch seinen Sohn Masayuki, als Koshiki Karatedō weltweit Verbreitung findet.
Hisataka favorisierte Tritttechniken mit der Ferse.
Seine Lieblingskata waren Naihanchin, Chinto und Kusanku. Er entwickelte auch die Anwendung abgesprochener Kampfformen, das Yakusoku Randori kumite.
Hisataka Masayoshi Kori starb am 14. August 1988 und hinterließ ein reiches Erbe an Wissen und Erfahrung, das in den Meistern und Schülern des Shorinjiryu Kenkokan Karatedō weiterlebt.